# Ракитников, Николай Иванович
Николай Иванович Ракитников (22 июля 1864, с. Годнево, Смоленская губерния — 15 апреля 1938, Дудинка, Красноярский край) — российский политический деятель, эсер.

## Биография
Из крестьян, родители — бывшие дворовые люди графов Орловых-Денисовых. Учился в Кронштадтской и 3-й Петербургской гимназии (1881). В 1885 году окончил юридический факультет Санкт-Петербургского университета.
С 1885 член партии «Народная воля». В 1887 арестован, находился в ссылке в Вологодской и Астраханской губерниях. С 1891 работал в саратовском земстве, был связан с партией «Народное право». Возглавляемый Ракитниковым саратовский народовольческий кружок сыграл важную роль в основании ПСР. В 1901, совместно с Алексеем Рыковым, Ракитников организовал в Саратове Объединенную группу социалистов-революционеров и социал-демократов. В 1902 выехал за границу, принимал участие в создании партии эсеров, входил во все составы ЦК ПСР вплоть до 1909 года. В 1903 вернулся в Россию, вел партийную работу в южных губерниях.
В 1905 — один из организаторов Всероссийского крестьянского союза, был сторонником немедленного захвата крестьянами помещичьей земли. В 1906 арестован и выслан за границу, нелегально вернулся в Петербург, участвовал в работе фракции эсеров в Государственной думе. С 1908 находился в эмиграции, после разоблачения Азефа вышел из состава ЦК. Публиковался в эмигрантской эсеровской прессе. Во время войны занимал интернационалистские позиции. В 1916 вернулся в Россию, жил в Саратове под надзором полиции.
После февральской революции возглавил саратовский комитет партии эсеров, был редактором газеты «Земля и Воля». В июне 1917 Ракитников был вновь избран в состав ЦК и делегирован ПСР во Временное правительство, став товарищем министра земледелия Чернова. Избран в Учредительное собрание от Саратовского округа. Участник заседания УЧ 5 января. Выступал против сотрудничества эсеров с антисоциалистическими силами и вооруженной борьбы с большевиками. Первоначально принимал участие в деятельности КОМУЧа. В 1919 году он вошёл в руководящую «восьмёрку» группы «Народ» (с К. С. Буревым, В. К. Вольским, И. С. Дашевским, Б. Н. Черненковым, Л. А. Либерманом, Н. В. Святицким и И. Н. Смирновым), выступавшей за сотрудничество с большевиками при сохранении идейного противостояния с ними. В 1919 вышел из ЦК ПСР, отошел от политической деятельности.
В 1922 был свидетелем на процессе эсеров, находился под арестом. Сослан в Среднюю Азию, по возвращении из ссылки жил в Москве, работал статистиком. Член Общества бывших политкаторжан. В 1937 арестован, приговорён Особым совещанием НКВД СССР к пяти годам исправительно-трудовых лагерей. 15 апреля 1938 постановлением «тройки» НКВД по Красноярскому краю приговорён к расстрелу. В 1989 году реабилитирован.

## Семья
- Жена — Инна Ивановна Альтовская (1870—1965) — эсерка, участница революционного движения с 1890-х гг.
  - Сын — Андрей Николаевич Ракитников (1903—1994) — советский и российский экономико-географ.